# Willie le Roux
Williem Jacobus le Roux (18. srpna 1989 Stellenbosch) je ragbista hrající za jihoafrický klub Bulls soutěž United Rugby Championship za jihoafrickou reprezentaci. Jeho nejpreferovanější post jsou zadák a křídlo. 
S JAR se stal v roce 2019 a 2023 mistrem světa. V roce 2019 a 2024 vyhrál Rugby Championship (soutěž pro JAR, Nový Zéland, Argentinu a Austrálii). Na MS 2015 získal 3.místo. V roce 2014 byl v nominaci na nejlepšího ragbistu světa. Je považován za jednoho z nejlepších hráčů na asistence.